# Solo sé
Solo sé es el primer álbum de estudio de la cantante y compositora argentina Victoria Bernardi. El álbum fue lanzado el 9 de marzo de 2018 a través de la discográfica Sony Music y Ariola Records. Bernardi escribió las canciones para el álbum durante su último año en la secundaria y experimentó grabar el mismo con muchos productores, siendo el músico argentino Juan Blas Caballero el principal de todos ellos. Musicalmente, el álbum tiene un estilo de música pop, rock, R&B, soul y jazz.
Su álbum debut fue elogiado por la crítica, siendo resaltado el talento vocal de Bernardi. Solo Sé fue precedido por el lanzamiento digital de un sencillo: «Vuelan los zapatos» y sucedido por «Desde que te conocí».

## Antecedentes y desarrollo
Solo sé presenta canciones principalmente en un estilo pop, así como también varias canciones melódicas incluyendo el soul. A la vez incorpora el R&B y tiene influencias del género rock y el jazz. Según Bernardi, define a su álbum como «un punto de llegada y de partida».
Durante una entrevista, Victoria comentó que la grabación y la producción del álbum inició en el año 2016 junto a Juan Blas Caballero. En un principio, el álbum fue ideado para estar compuesto de canciones versionadas, sin embargo, optaron por dejar a Bernardi componer sus propias canciones las cuales iban a ser parte del disco. Bernardi reveló en la misma entrevista que «fue una etapa de gran ilusión, en la que encontré a hermosas personas». Refiriendo a que trabajó en el proyecto junto a Cachorro López, destacando su humildad, con Daniel «Dito» Reschinga, quién la formó en sus clases de composición, Andrés Saavedra a quién se refirió como una persona generosa y que le permitió grabar las canciones en su estudio de música; y junto a Max Miglin quién se encargó de la ingeniería del sonido, describiendo su trabajo como excelente.
Otros de los estudios utilizados para la grabación del álbum fueron los de Mondomix y Romaphonic, donde se gestaron algunas de las canciones de Bernardi y durante un año de intensa composición, afirmó que también trabajó junto a Dan Warren, Diego Ortells, Nico Taranto, Pedro Pascual, Patricio Villarejo y Gianni Wasserman. También expresó que fueron «jornadas extensas, esfuerzos compartidos, respeto, admiración, entusiasmo. Fue una gran experiencia y al mismo tiempo lo viví con tanta naturalidad como si llevara años haciendo esto. Ojalá lo disfruten».
Durante el 2017, Victoria recorrió diferentes escenarios como Sala Crash, la Sala Caras y Caretas, La Trastienda y entrevistas radiales, donde presentaba varios de sus temas pertenecientes a su álbum debut. En el mes de julio del mismo de año, Bernardi firmó contrato con la discográfica Sony Music, dando inicio a la etapa final para el lanzamiento de su álbum debut. También se embarcó en una fecha de la gira Ser Tour del cantante Axel en la provincia de San Luis, donde brindó un anticipo de lo que sería Solo Sé.

## Recepción

### Comentarios de la crítica
El álbum debut de Bernardi, por lo general, recibió críticas positivias por parte de la prensa. Miguel Corbalan del portal Tango Diario, describió al álbum como «maduro e intenso, de una de las voces revelación de la nueva música popular argentina». Y se refirió a Bernardi como «multifacética y que tan sólo con 19 años, se posiciona como uno de los nuevos talentos argentinos».
El portal La Nación, eligió a Bernardi como uno de los 35 referentes argentinos que con audacia y nuevas visiones desafían los estereotipos de sus áreas. La describieron como una persona que «parece entender claramente por dónde va su camino» y como una «una pieza de talento».

## Promoción

### Sencillos
El 16 de noviembre de 2017, Bernardi estrenó «Vuelan los Zapatos», como el primer sencillo del álbum en Argentina. El sencillo fue acompañado por un vídeo musical, el cual fue publicado el mismo día. Luego de su lanzamiento, el portal Generación B, aseguró que «los antecedentes son contundentes, y su disco debut promete muchísimo». Bernardi interpretó el sencillo y las demás canciones del álbum en el centro cultural de La Tangente y participó del show de conmemoración por el Día Internacional de la Mujer en el centro artístico de la Usina del Arte. En julio de 2018, Bernardi realizó la primera actuación musical en vivo del sencillo en el programa Staff de noticias.
El 30 de mayo de 2018, Victoria lanzó «Desde que te Conocí» junto con el vídeo musical, como el segundo sencillo de su álbum debut. Tras su lanzamiento, Bernardi le aseguró al portal TN que «Desde que te conocí lo compuse a los 17 años, estaba terminando el secundario, y uno va dejando de ser niño. Aparecen nuevas responsabilidades. Trata sobre mi niña interna, de todo lo que aprendí en mi infancia. Hicimos un vídeo basado en esa temática».

### Fechas
| América del Sur          |              |           |                                  |
| 19 de febrero de 2018    | San Luis     | Argentina | Parque la Pedrera                |
| 10 de marzo de 2018      | Buenos Aires | Argentina | La Tangente                      |
| 15 de marzo de 2018      | Buenos Aires | Argentina | Centro Cultural Konex            |
| 16 de marzo de 2018      | Córdoba      | Argentina | Quality Espacio                  |
| 28 de abril de 2018      | Buenos Aires | Argentina | La Tangente                      |
| 29 de julio de 2018      | Buenos Aires | Argentina | Usina del Arte                   |
| 1 de agosto de 2018      | Buenos Aires | Argentina | Centro Cultural Konex            |
| 24 de agosto de 2018     | Buenos Aires | Argentina | NüN Teatro Bar                   |
| 30 de agosto de 2018     | Buenos Aires | Argentina | Marquee Session Live             |
| 13 de septiembre de 2018 | Buenos Aires | Argentina | Usina del Arte                   |
| 23 de septiembre de 2018 | Buenos Aires | Argentina | Centro Cultural Konex            |
| 7 de octubre de 2018     | Santa Fe     | Argentina | Centro Estación Belgrano         |
| 17 de octubre de 2018    | Buenos Aires | Argentina | NüN Teatro Bar                   |
| 20 de octubre de 2018    | Buenos Aires | Argentina | Teatro Sony                      |
| 31 de octubre de 2018    | Buenos Aires | Argentina | Teatro del Globo                 |
| 6 de noviembre de 2018   | Buenos Aires | Argentina | Teatro Picadilly                 |
| 21 de diciembre de 2018  | Buenos Aires | Argentina | The Roxy Live                    |
| 7 de enero de 2019       | Buenos Aires | Argentina | Parque Camet                     |
| 10 de febrero de 2019    | Córdoba      | Argentina | Aeródromo Santa María de Punilla |
| 4 de marzo de 2019       | Buenos Aires | Argentina | Anfiteatro Pedro Carossi         |
| 8 de marzo de 2019       | Buenos Aires | Argentina | Luna Park                        |
| 23 de marzo de 2019      | Buenos Aires | Argentina | Campo Argentino de Polo          |
| 9 de abril de 2019       | Buenos Aires | Argentina | Teatro Coliseo                   |
| 13 de abril de 2019      | Buenos Aires | Argentina | Hipódromo de Palermo             |
| 17 de mayo de 2019       | Buenos Aires | Argentina | La Tangente                      |
| 29 de junio de 2019      | Buenos Aires | Argentina | Casa de la Lectura               |
| 13 de julio de 2019      | Buenos Aires | Argentina | Complejo AREIA                   |
| 14 de julio de 2019      | Buenos Aires | Argentina | La Trastienda Club               |
| 19 de septiembre de 2019 | Buenos Aires | Argentina | Niceto Club                      |
| 6 de octubre de 2019     | Buenos Aires | Argentina | Ciudad Emergente                 |
| 13 de octubre de 2019    | Buenos Aires | Argentina | Festival Oktubre al Dente        |
| 25 de octubre de 2019    | Buenos Aires | Argentina | Terraza Palermo                  |
| 28 de noviembre de 2019  | Buenos Aires | Argentina | Usina del Arte                   |

## Lista de canciones
- Edición estándar

| Solo sé |                       |                                                                |                     |          |  |
| N.º     | Título                | Escritor(es)                                                   | Productor(es)       | Duración |  |
| 1.      | «Vuelan los zapatos»  | Victoria Bernardi · Caballero · Sebastián Schon · Diego Gutman | Juan Blas Caballero | 3:31     |  |
| 2.      | «Desde que te conocí» | Bernardi · Caballero · Andrés Saavedra                         | Caballero           | 3:16     |  |
| 3.      | «Solo sé»             | Bernardi · Caballero                                           | Caballero           | 3:10     |  |
| 4.      | «Píntame»             | Bernardi · Diego Ortells · Caballero                           | Caballero           | 3:46     |  |
| 5.      | «Prefiero sola»       | Bernardi · María Bernal Hernández · Daniel Reschinga           | Caballero           | 3:15     |  |
| 6.      | «Vale la pena»        | Bernardi · Reschinga · Luciano Ciganda · Caballero             | Caballero           | 3:30     |  |
| 7.      | «Me olvido»           | Bernardi · Cachorro López · Gutman · Caballero                 | Caballero           | 3:01     |  |
| 8.      | «Crecer de raíz»      | Bernardi · Ortells                                             | Caballero           | 3:13     |  |
| 9.      | «Si pudiera»          | Bernardi · Caballero · Ortells                                 | Caballero           | 3:27     |  |
| 10.     | «Me despierto»        | Bernardi · Caballero                                           | Caballero           | 3:21     |  |
| 11.     | «Yo sigo con él»      | Bernardi · Caballero                                           | Caballero           | 3:18     |  |
| 12.     | «Yo no sé dejarte»    | Bernardi · Schon                                               | Caballero           | 3:40     |  |
| 40:34   |                       |                                                                |                     |          |  |

## Historial de lanzamientos
| Región    | Fecha              | Formato               | Discográfica                          | Ref.   |
| --------- | ------------------ | --------------------- | ------------------------------------- | ------ |
|           | 9 de marzo de 2018 | Descarga digital      | Sony Music Argentina · Ariola Records | [ 12 ] |
| Argentina | 9 de marzo de 2018 | CD y descarga digital | Sony Music Argentina · Ariola Records | [ 13 ] |